# Henryk Pruski

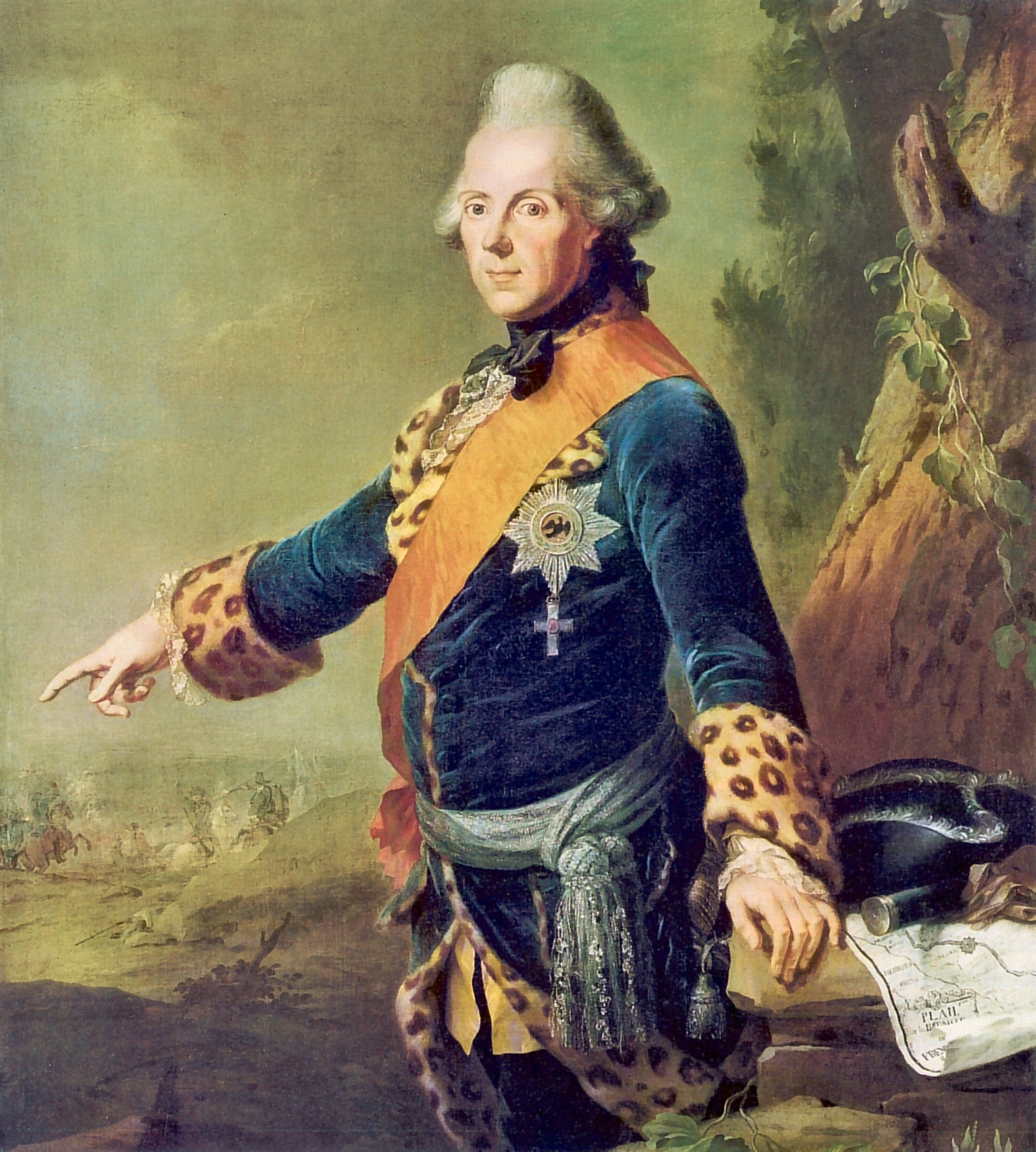
Portret księcia Henryka Pruskiego namalowany przez Johanna Heinricha Tischbeina Starszego, 1769

Henryk Pruski, niem. Friedrich Heinrich Ludwig (ur. 18 stycznia 1726, zm. 3 sierpnia 1802) – wódz pruski i dyplomata, młodszy brat króla Fryderyka II Wielkiego. Mąż Wilhelminy z Hesji-Kassel, z którą wziął ślub 25 czerwca 1752 r. Często popadał w konflikty ze swoim koronowanym bratem, a kłótnie te są dziś niemal owiane legendą.

## Życiorys
Henryk uczestniczył w wojnie siedmioletniej (1756–1763), w której zasłynął tym, że nigdy nie przegrał żadnej bitwy. Tak jak przed nim Eugeniusz Sabaudzki, książę był mistrzem działań protokomandoskich, tj. niewielkich skoncentrowanych błyskawicznych uderzeń w określony punkt oporu nieprzyjaciela.
O swym bracie Fryderyku II powiadał: „On umie jedynie staczać wielkie bitwy”. Wszyscy żołnierze chcieli służyć u Henryka, gdyż oszczędzał on ich życie, nie ryzykując, gdy nie było szans powodzenia.
Mimo to książę Henryk, pozostający podobnie jak Fryderyk i Wilhelmina pod przemożnym wpływem kultury francuskiej, potrafił świetnie porozumieć się z bratem. Był nie tylko wybitnym wojskowym, ale także, a może przede wszystkim, dyplomatą. Fryderyk zaś doskonale zdawał sobie sprawę z talentów brata i wysoko je cenił. Henryk wielokrotnie posłował m.in. do Petersburga.
To książę Henryk w największej mierze przyczynił się do zrealizowania idei rozbioru Polski. Niektórzy historiografowie poprzednich epok przypisywali mu wręcz autorstwo tego planu, jednak obecnie, przy większej znajomości struktur i mechanizmów rządzenia fryderycjańskich Prus oraz samej osobowości Fryderyka II, odchodzi się od tej opinii, uznając, że książę Henryk mógł być co najwyżej „jedynie inteligentnym wykonawcą ogólnych założeń polityki pruskiej, ustalonych wyłącznie przez Fryderyka II”. Jego elokwencja i inteligencja pozwoliły na sondowanie postawy Katarzyny II wobec jego protektora, a umiejętnie wykorzystane aluzje, sugestie, własne słowa imperatorowej i zmieniające się sytuacje polityczne w Europie pozwoliły na rzecz niemal niemożliwą jeszcze w 1770 r. (zobacz też: podział Rzeczypospolitej).
On również prowadził rozmowy w związku z sukcesją w Bawarii po Maksymilianie III Józefie. W ich trakcie brano pod uwagę jego kandydaturę na przejęcie księstw Ansbach i Bayreuth i założenia tam nowej gałęzi rodu Hohenzollernów, jednak on sam nie był tym zainteresowany. Można przypuszczać, że kierował się tutaj, podobnie jak jego brat, interesem Prus jako państwa, a nie jako zwykłej domeny Hohenzollernów.
W 1786 r. Nathaniel Gorham, szef amerykańskiego Kongresu, albo amerykański pruski gen. Friedrich Wilhelm von Steuben zasugerowali Alexandrowi Hamiltonowi kandydaturę Henryka na króla USA.
Gdy w 1786 r. zmarł Fryderyk Wielki, Henryk miał nadzieję być głównym doradcą następnego króla, a swojego bratanka, Fryderyka Wilhelma II Hohenzollerna, lecz ten go nie słuchał. Większy za to dawał mu posłuch panujący od 1797 r. król Fryderyk Wilhelm III Hohenzollern.
Adresat licznej korespondencji Fryderyka II Wielkiego.